# Careless Whisper
Careless Whisper é uma canção dos músicos e compositores britânicos George Michael e Andrew Ridgeley, gravada por George Michael. Ela foi lançada como segundo single do álbum Make It Big, da banda britânica Wham!, em 23 de julho de 1984. Este single vendeu mais de seis milhões de cópias pelo mundo. A canção foi incluída na trilha sonora da novela Livre para Voar da TV Globo, de 1984 a 1985.
Em 2007, a banda de rock post-grunge Seether fez uma versão desta música para seu álbum Finding Beauty in Negative Spaces.
Também fez parte da trilha sonora do filme Deadpool (2016)
“Careless whisper” foi o primeiro single solo lançado por George Michael, em 1984, e emplacou o primeiro lugar em mais de 20 países. O cantor escreveu a letra em 1981, quando trabalhava na bilheteria de um cinema. Ele revelou que a ideia para a melodia do saxofone surgiu durante uma viagem dentro de um ônibus

## Videoclipe
O clipe oficial trava-se de George Michael, interpretando um homem em um caso. O clipe foi gravado em Miami, Flórida, em 1984, entre os bairros Coconut Grove e Watson Island.